# Michael Ganner
Michael Ganner (* 17. September 1966 in Lienz) ist ein österreichischer Jurist.

## Leben
Nach dem Besuch der  Volksschule in Obertilliach (1972–1977) und des humanistischen Gymnasiums in Hall in Tirol (1977–1985) absolvierte er von 1986 bis 1991 ein Diplomstudium der Rechtswissenschaften an der Universität Innsbruck, von 1991 bis 1994 ein Doktoratsstudium der Rechtswissenschaften an den Universitäten Innsbruck und Santiago de Compostela und von 1999 bis 2001 eine Ausbildung zum Mediator. Nach der Habilitation 2005 an der Universität Innsbruck wurde er dort 2013 Universitätsprofessor für Bürgerliches Recht und Grundlagen der Rechtswissenschaft und 2021 Leiter des Instituts für Zivilrecht. Michael Ganner ist auch Sprecher des Doktoratskollegs Medizinrecht und Gesundheitswesen der Universität Innsbruck. Seit 2022 leitet er (zusammen mit Thomas Pixner) das Journal für Medizin- und Gesundheitsrecht. 

## Schriften (Auswahl)
- Heimvertrag – Rechtsgeschäfte im Heim. Wien 2001, ISBN 978-3-7046-1647-0.
- Selbstbestimmung im Alter. Privatautonomie für alte und pflegebedürftige Menschen in Österreich und Deutschland. Wien 2005, ISBN 978-3-211-27956-4.
- Aktuelle Rechtsfragen des Risiko- und Extremsports. Wien 2018, ISBN 978-3-7046-7965-9.
- Recht & Solidarität – Rechtstatsachenforschung. Innsbruck 2018, ISBN 978-3-903187-16-0.
- Handbuch des Erwachsenenschutzrechts. Wien 2018, ISBN 978-3-7073-3759-4.
- Grundzüge des Alten- und Behindertenrechts. Wien 2020, ISBN 978-3-7097-0254-3.
- Die Umsetzung der UN-Behindertenrechtskonvention in Österreich und Deutschland. Innsbruck 2021, ISBN 978-3-99106-028-4.
- Recht auf Natur. Wien 2022, ISBN 978-3-7063-0909-7.